# Görög labdarúgó-szuperkupa
A Görög labdarúgó-szuperkupa (hivatalos nevén: Σούπερ Καπ Ελλάδος; magyar átírásban: Szúper Kap Elládosz) egy 1987-ben alapított, a Görög labdarúgó-szövetség által kiírt kupa. Tradicionálisan az új idény első meccsét jelenti, s az előző év bajnoka játszik az előző év kupagyőztesével. 
A legsikeresebb csapat az Olimbiakósz gárdája, három és egy nem hivatalos győzelemmel.

## Kupadöntők

### Nem hivatalos kiírás
| Év   | Győztes     | Eredmény | Döntős      | Helyszín                       |
| ---- | ----------- | -------- | ----------- | ------------------------------ |
| 1980 | Olimbiakósz | 4–3      | Kasztoriász | Karaiszkákisz Stadion, Pireusz |

### Hivatalos kiírás
| Év   | Győztes           | Eredmény          | Döntős            | Helyszín                       |                   |
| ---- | ----------------- | ----------------- | ----------------- | ------------------------------ | ----------------- |
| 1987 | Olimbiakósz       | 1–0               | ÓFI Kréta         | Olimpiai Stadion, Athén        |                   |
| 1988 | Panathinaikósz    | 3–1               | Láriszasz         | Olimpiai Stadion, Athén        |                   |
| 1989 | AÉK               | 1–1 (6-5, b.u.)   | Panathinaikósz    | Olimpiai Stadion, Athén        |                   |
| 1990 | Nem rendezték meg | Nem rendezték meg | Nem rendezték meg | Nem rendezték meg              | Nem rendezték meg |
| 1991 | Nem rendezték meg | Nem rendezték meg | Nem rendezték meg | Nem rendezték meg              | Nem rendezték meg |
| 1992 | Olimbiakósz       | 3–1               | AÉK               | Olimpiai Stadion, Athén        |                   |
| 1993 | Panathinaikósz    | 1–0               | AÉK               | Olimpiai Stadion, Athén        |                   |
| 1994 | Panathinaikósz    | 3–0               | AÉK               | Olimpiai Stadion, Athén        |                   |
| 1995 | Nem rendezték meg | Nem rendezték meg | Nem rendezték meg | Nem rendezték meg              | Nem rendezték meg |
| 1996 | AÉK               | 1–1 (9-8, b.u.)   | Panathinaikósz    | Karaiszkákisz Stadion, Pireusz |                   |
| 1997 | Nem rendezték meg | Nem rendezték meg | Nem rendezték meg | Nem rendezték meg              | Nem rendezték meg |
| 1998 | Nem rendezték meg | Nem rendezték meg | Nem rendezték meg | Nem rendezték meg              | Nem rendezték meg |
| 1999 | Nem rendezték meg | Nem rendezték meg | Nem rendezték meg | Nem rendezték meg              | Nem rendezték meg |
| 2000 | Nem rendezték meg | Nem rendezték meg | Nem rendezték meg | Nem rendezték meg              | Nem rendezték meg |
| 2001 | Nem rendezték meg | Nem rendezték meg | Nem rendezték meg | Nem rendezték meg              | Nem rendezték meg |
| 2002 | Nem rendezték meg | Nem rendezték meg | Nem rendezték meg | Nem rendezték meg              | Nem rendezték meg |
| 2003 | Nem rendezték meg | Nem rendezték meg | Nem rendezték meg | Nem rendezték meg              | Nem rendezték meg |
| 2004 | Nem rendezték meg | Nem rendezték meg | Nem rendezték meg | Nem rendezték meg              | Nem rendezték meg |
| 2005 | Nem rendezték meg | Nem rendezték meg | Nem rendezték meg | Nem rendezték meg              | Nem rendezték meg |
| 2006 | Nem rendezték meg | Nem rendezték meg | Nem rendezték meg | Nem rendezték meg              | Nem rendezték meg |
| 2007 | Olimbiakósz       | 1–0               | Láriszasz         | Karaiszkákisz Stadion, Pireusz |                   |
| 2008 | Nem rendezték meg | Nem rendezték meg | Nem rendezték meg | Nem rendezték meg              | Nem rendezték meg |
| 2009 | Nem rendezték meg | Nem rendezték meg | Nem rendezték meg | Nem rendezték meg              | Nem rendezték meg |
| 2010 | Nem rendezték meg | Nem rendezték meg | Nem rendezték meg | Nem rendezték meg              | Nem rendezték meg |
| 2011 | Nem rendezték meg | Nem rendezték meg | Nem rendezték meg | Nem rendezték meg              | Nem rendezték meg |
| 2012 | Nem rendezték meg | Nem rendezték meg | Nem rendezték meg | Nem rendezték meg              | Nem rendezték meg |
| 2013 | Nem rendezték meg | Nem rendezték meg | Nem rendezték meg | Nem rendezték meg              | Nem rendezték meg |
| 2014 | Nem rendezték meg | Nem rendezték meg | Nem rendezték meg | Nem rendezték meg              | Nem rendezték meg |

- h.u. – hosszabbítás után
- b.u. – büntetők után

## Statisztika

### Győzelmek száma klubonként
| Csapat         | Győztes                                        | Döntős                   |
| -------------- | ---------------------------------------------- | ------------------------ |
| Olimbiakósz    | 3+(1) (1980 (nem hivatalos), 1987, 1992, 2007) | –                        |
| Panathinaikósz | 3 (1988, 1993, 1994)                           | 2 (1989, 1996)           |
| AÉK            | 2 (1989, 1996)                                 | 3 (1992, 1993, 1994)     |
| Láriszasz      | –                                              | 2 (1988, 2007)           |
| ÓFI Kréta      | –                                              | 1 (1987)                 |
| Kasztoriász    | –                                              | 1 (1980 (nem hivatalos)) |